# Bola 8

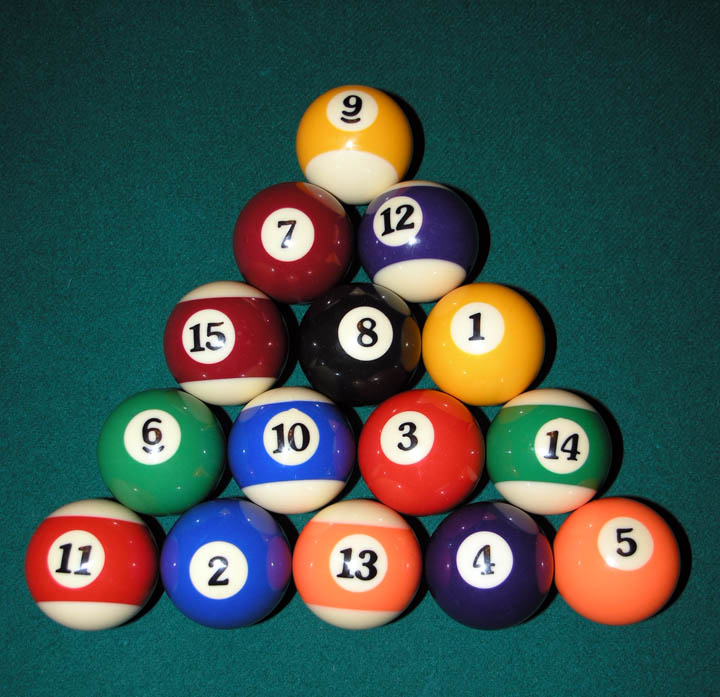
Una de les distribucions del paquet estandarditzades, amb la bola negra al mig

Bola 8 és un joc de billar americà popular a bona part del món que es juga en una taula de sis forats. Hi ha diverses variacions, la majoria regionals. A diferència d'altres modalitats de billar (bola 9, bola 10 o bola 7) on el nom del joc reflecteix el nombre de boles objectiu utilitzades, en bola 8 s'utilitzen les quinze boles objectiu.
Bola 8 es juga amb setze boles: una bola d'atac (la bola blanca) i quinze boles objectiu, consistint amb set boles ratllades i set d'un sol color sòlid (llises), i la bola negra (la bola número 8). Després d'escampar les boles amb la primera tirada, s'assignarà el grup de boles llises o ratllades a cada jugador un cop la bola d'un grup determinat hagi entrat legalment. L'objectiu final del joc és introduir legalment la bola negra en una tronera concreta, cosa que només es pot fer després que totes les pilotes del grup assignat d'un jugador hagin entrat prèviament. Hi ha diverses regles diferents.